# تام استاریج
توماس «تام» سیدنی جروم استاریج (انگلیسی: Thomas Sidney Jerome Sturridge؛ زادهٔ ۲۱ دسامبر ۱۹۸۵) یک هنرپیشه اهل بریتانیا است. وی از سال ۱۹۹۶ میلادی تاکنون مشغول فعالیت بوده‌است.
از فیلم‌ها یا برنامه‌های تلویزیونی که وی در آن نقش داشته است می‌توان به جولیا بودن، در جاده، ونیتی فر، بیگ‌سور، افی گری، انتظار برای همیشه، و ایفای نقش شخصیت دیریم / لرد مورفئوس در مجموعه تلویزیون اینترنتی نتفلیکس سندمن (۲۰۲۲) اشاره کرد.